# 永井祐
永井 祐（ながい ゆう、1981年 - ）は、日本の歌人。

## 経歴
1999年、早稲田大学1年時の秋に早稲田短歌会に入会し、天道なお、五島諭らと活動する。大学では水原紫苑ゼミを受講。2002年、「総力戦」100首で第1回北溟短歌賞次席。2004年、「冒険」30首で第3回歌葉新人賞最終候補。ガルマン歌会を中心に超結社の歌会・批評会に参加しながら、インターネット上でも活動する。「セクシャル・イーティング」（2007年）、「風通し」（2008年）に参加。
2011年、第一歌集「日本の中でたのしく暮らす」を刊行。2015年6月号から12月号まで『短歌』（角川書店）の時評を担当。2016年4月から、堂園昌彦・土岐友浩と、ブログ「短歌のピーナツ」で活動。2018年より『ねむらない樹』読者投稿選者、ならびに笹井宏之賞の選考委員に就任。2020年、第二歌集『広い世界と2や8や7』を刊行し、第2回塚本邦雄賞を受賞。

## 著作

### 単著
- 『日本の中でたのしく暮らす』、2012年5月20日、BookPark
  - 『日本の中でたのしく暮らす』[注 1]、2020年2月21日、短歌研究社、ISBN 978-4-86272-639-1
- 『広い世界と2や8や7』、2020年12月8日、左右社、ISBN 978-4-86528-005-0

### アンソロジー
- 山田航編『桜前線開架宣言　Born after 1970 現代短歌日本代表』、2015年12月25日、左右社、ISBN 978-4-86528-133-0
- 東直子・佐藤弓生・千葉聡編『短歌タイムカプセル』、2018年1月31日、書肆侃侃房、ISBN 978-4-86385-300-3